# Olena Fenko
Olena Mykolaivna Fenko (Oekraïens: Олена Миколаївна Фенько) (Dnjepropetrovsk, 15 maart 1976 - aldaar, 2 oktober 2013) was een Oekraïense basketbalspeelster die uitkwam voor het nationale team van Oekraïne.

## Carrière
Fenko begon haar carrière bij Stal Dnjepropetrovsk in 1992. Met Stal Dnjepropetrovsk werd ze een keer derde om het Landskampioen van Oekraïne in 1993. In 1997 ging ze spelen voor Kozatsjka-ZAlK Zaporizja. Met Kozatsjka-ZAlK Zaporizja werd ze zes keer Landskampioen van Oekraïne in 1998, 2001, 2002, 2003, 2004 en 2005. In 1999 werd ze tweede. In 2005 verhuisde ze naar Baltiejskaja Zvezda Sint-Petersburg in Rusland. Na een jaar keerde ze terug naar Kozatsjka-ZAlK Zaporizja. Nu werd ze een keer Landskampioen van Oekraïne in 2009. Ook won ze met Kozatsjka-ZAlK Zaporizja drie keer de Beker van Oekraïne in 2007, 2008 en 2009. Fenko beëindigde haar basketbal carrière vanwege haar zwangerschap. Op 2 oktober 2013 stierf Olena aan een hartaanval. Ze laat haar echtgenoot en tweejarige zoon achter.
Met Oekraïne speelde Fenko op het Europees Kampioenschap van 1997 en 2003.

## Erelijst
- Landskampioen Oekraïne: 8
  - Winnaar: 1998, 2001, 2002, 2003, 2004, 2005, 2006, 2009
  - Tweede: 1999, 2007
  - Derde: 1993, 2008, 2011
- Bekerwinnaar Oekraïne: 3
  - Winnaar: 2007, 2008, 2009